# Combate estelar
Combate Estelar fue un programa de televisión chileno que fue emitido por Chilevisión. Su presentador fue Cristián Sánchez y fue estrenado el día miércoles 3 de febrero de 2010 en horario prime, quedando en cuarto lugar de sintonía en el horario y siendo un fracaso total. El programa consistió en que un grupo de jóvenes deben participar en distintas pruebas con el fin de no ser eliminados y poder ganar un gran premio final para eso estaban divididos en dos equipos (Famosos vs Anónimos) o (Famosos vs Famosos). El programa ya estaba constituido con un equipo de famosos que lo integraban Gonzalo Egas, Angélica Sepúlveda, Mariela Montero y Mario Ortega.

## Equipos
Los equipos del programa fueron los siguientes:
| Equipo                 | Representantes                                                                                               | Eliminados |
| ---------------------- | --- | --- |
| Equipo Combate Estelar | Ganadores - Gonzalo Egas - Angélica Sepúlveda - Mariela Montero - Mario Ortega                               | - Mariela Montero - 4.ª Eliminada (24/02)                                                                                   |
| Equipo Retadores       | 2.º Lugar - Camilo Huerta - Maite Orsini Refuerzos - Nabih Chadud - Maite Orsini (Ingresa) - Félix Soumastre | - Arturo Prat - 1° Eliminado (03/02) - María Isabel Indo - 2.ª Eliminada (10/02) - Andrea Dellacasa - 3.ª Eliminada (17/02) |

### Participantes en competencias anteriores
| Concursante          | Reality                                                                                         | País            | Año            | Resultado                                            |
| -------------------- | ----------------------------------------------------------------------------------------------- | --------------- | -------------- | ---------------------------------------------------- |
| Andrea Dellacasa     | 1810                                                                                            | Chile           | 2009           | Semifinalista                                        |
| Angélica Sepúlveda   | Granjeras 1810                                                                                  | Chile           | 2005 2009      | Ganadora 3.er lugar                                  |
| Arturo Prat Lopicich | 1810 1910                                                                                       | Chile           | 2009           | 2.o lugar 2.o lugar                                  |
| Camilo Huerta        | Yingo (primera temporada) Yingo: un auto está en juego Competencia por un departamento de Yingo | Chile           | 2007 2009      | Desconocido No clasificó 6.º eliminado               |
| Félix Soumastre      | Amor Ciego                                                                                      | Chile           | 2007           | 3.er lugar                                           |
| Gonzalo Egas         | La Granja 1810                                                                                  | Chile           | 2005 2009      | Ganador 4.º Lugar                                    |
| Maite Orsini         | Amor Ciego Anexo:Calle 7 (segunda temporada) Anexo:Calle 7 (tercera temporada)                  | Chile           | 2008 2009 2010 | 2.ª eliminada 19.ª eliminada 13.ª eliminada/Ganadora |
| Mariela Montero      | Gran Hermano 4 Pelotón III (VIP 2009)                                                           | Argentina Chile | 2007 2009      | 3.erlugar 11.ma eliminada                            |
| Mario Ortega         | Amor ciego II 1810                                                                              | Chile           | 2007 2009      | Ganador 16.o eliminado                               |
| Nabih Chadud         | La Granja Pelotón III (VIP 2009)                                                                | Chile           | 2005 2009      | 9.no eliminado 3.er lugar                            |